# Эбенталь (Нижняя Австрия)
Эбенталь (нем. Ebenthal) — ярмарочная коммуна (нем. Marktgemeinde) в Австрии, в федеральной земле Нижняя Австрия.
Входит в состав округа Гензерндорф. Население составляет 847 человек (на 31 декабря 2005 года). Занимает площадь 18,14 км². Официальный код — 3 08 12.

## Политическая ситуация
Бургомистр коммуны — Рудольф Айхбергер (АНП) по результатам выборов 2005 года.
Совет представителей коммуны (нем. Gemeinderat) состоит из 15 мест.
- АНП занимает 9 мест.
- СДПА занимает 6 мест.